# Central Nuclear Enrico Fermi (Estados Unidos)
La Central Nuclear Enrico Fermi, bautizada así en honor al primer físico que creó un reactor nuclear, está situada entre Detroit, Míchigan y Toledo, Ohio cerca de la comunidad de Newport.
El reactor reproductor rápido Fermi 1, de 84 MWe, funcionó en su emplazamiento de 1963 a 1972 y ahora está en proceso de desinstalación. El 5 de octubre de 1966 Fermi 1 sufrió una fusión parcial del núcleo (ver descripción en Lista de accidentes nucleares). No se liberó radiación fuera del emplazamiento, y nadie resultó herido.
Fermi 2 es un reactor de agua en ebullición de General Electric de cuyo funcionamiento se ocupa la Detroit Edison Company y es propiedad de DTE Energy.